# Сухий, Николай Андреевич
Николай Андреевич Сухий (бел. Мікалай Андрэевіч Сухій; 30 апреля 1922, д. Княгинин, Вилейский повет — 17 февраля 2016) — советский партийный и государственный деятель, председатель Минского облисполкома (1975—1983), Герой Социалистического Труда.

## Биография
Родился 30 апреля 1922 года в местечке Княгинин (ныне — в Мядельском районе, Минская область, Белоруссия); приходился двоюродным племянником известному авиаконструктору Павлу Осиповичу Сухому.
22 июня 1941 года окончил школу в Вилейке. Работал в Саратовской области, куда был эвакуирован, — чернорабочим (1941—1942, село Воскресенск), шофёром (г. Маркс: 1942—1944 — завод «Коммунист», 1944 — райком партии).
В 1944—1947 годах служил в 4-м отдельном автотранспортном батальоне 1-й Мозырской Краснознаменной дивизии морской пехоты Балтийского флота — шофёр, комсорг батальона. В 1946 году вступил в КПСС.
С 1947 года работал в Вилейском районе (Молодечненская область) председателем райплана, с 1948 — заместителем председателя райисполкома.
В 1949—1953 годах учился в Белорусском государственном институте народного хозяйства им. В. В. Куйбышева, по окончании которого работал председателем колхоза им. Чапаева (Заславский район, Минская область).
В 1956—1958 годах учился в аспирантуре Института экономики Академии наук БССР (Минск).
С 1958 года — на партийной и хозяйственной работе в Минской области:
- 1958—1959 гг. — инструктор сельскохозяйственного отдела обкома,
- 1959—1962 гг. — председатель исполкома Копыльского районного совета народных депутатов,
- 1962 г. — первый секретарь Копыльского районного комитета КП Белоруссии,
- 1962—1966 гг. — начальник Копыльского районного производственного управления сельского хозяйства,
- 1966—1969 гг. — первый секретарь Солигорского районного комитета КП Белоруссии,
- 1989—1970 гг. — начальник Минского областного управления сельского хозяйства.

В 1970—1975 годах — заведующий сельскохозяйственным отделом ЦК КП БССР (Минск). В 1975—1983 годах — председатель исполкома Минского областного Совета народных депутатов.
На выборах Президента Республики Беларусь 11 октября 2015 года поддержал кандидатуру действующего президента Александра Григорьевича Лукашенко.

## Награды
- Герой Социалистического Труда (1966) с вручением ордена Ленина и золотой медали «Серп и Молот».
- Орден Трудового Красного Знамени (1971) — за успехи, достигнутые в развитии сельскохозяйственного производства в выполнении пятилетнего плана продажи государству продуктов земледелия и животноводства.
- Орден Октябрьской Революции (1973) — за успехи, достигнутые во Всесоюзном социалистическом соревновании по увеличению продуктов земледелия в сельском хозяйстве.
- Орден Трудового Красного Знамени (1976) — за успехи, достигнутые во Всесоюзном социалистическом соревновании, проявленную трудовую доблесть в выполнении планов и соцобязательств по увеличению производства и продажи государству зерна, картофеля и других сельскохозяйственных продуктов.
- Орден Дружбы народов (1982) — за многолетнюю плодотворную работу в партийных и советских органах и в связи с шестидесятилетием со дня рождения.

## Память
Николаю Андреевичу Сухому посвящена экспозиция в Вилейском историко-краеведческом музее.
В Государственном архиве Минской области (Минск) хранятся документы из личного фонда Н. А. Сухого (ф.1262 «Коллекция фондов личного происхождения участников революционного движения, Великой Октябрьской социалистической революции, гражданской и Великой Отечественной войн, партизанского движения, деятелей культуры и народного хозяйства Минской области»).